# Денауский район
Денауский район (узб. Denov tumani / Денов тумани) — административная единица в Сурхандарьинской области Узбекистана. Административный центр — город Денау.

## История
Денауский район был образован в 1926 году. В 1938 году включён в состав Сурхандарьинского округа Бухарской области. С 1941 года — в составе Сурхандарьинской области
А так же было известно со своим винодельни сфер . В 1943 году часть территории района был передана в новый Узунский район

## Административно-территориальное деление
По состоянию на 1 января 2011 года, в состав района входят:
- Город

1. Денау.

- 12 городских посёлков:

1. Дахана,
2. Джаматак,
3. Дустлик,
4. Китоян,
5. Кызылжар,
6. Намазгах,
7. Пахтакураш,
8. Холчаён
9. Юрчи,
10. Янгиабад,
11. Янгибаг,
12. Янги Хазарбаг.

- 17 сельских сходов граждан:

1. Анбарсай,
2. Бинокор,
3. Дахана,
4. Денау,
5. Кенагас,
6. Кызылжар,
7. Пистамазар,
8. Сина,
9. Тортувли,
10. Фергана,
11. Хазарбаг,
12. Хайрабад,
13. Халчиян,
14. Юрчи,
15. Янгиабад,
16. Янгибаг,
17. Янгизамон.